# 尼巌城
尼巌城（あまかざりじょう）は、長野県長野市松代町東条にあった日本の城。尼飾城、尼厳城、雨飾城とも表記される。別名、東条城（ひがしじょうじょう）。

## 概要
標高780mの尼巌山に築かれた、松代周辺の土豪である東条氏の居城である。「一に春山（春山城）二に尼飾（尼飾城）三に鞍骨（鞍骨城）」と言われ近隣で堅固を誇ったと伝えられる。
弘治2年（1556年）武田信玄は真田幸隆に書状を送り、尼巌城を早く攻め落とすよう督励した。その後幸隆により東条氏は敗れて越後に逃亡した。
天正10年（1582年）上杉景勝が川中島地方の領主となると、東条信広が城主に復帰した。しかし、慶長3年（1598年）、東条氏は景勝の会津移封に同道し、尼巌城は廃城となった。